# Cuacuilco, Ahuacatlán
Cuacuilco är en ort i Mexiko.   Den ligger i kommunen Ahuacatlán och delstaten Puebla, i den sydöstra delen av landet, 150 km öster om huvudstaden Mexico City. Cuacuilco ligger 1 350 meter över havet och antalet invånare är 366.
Terrängen runt Cuacuilco är bergig österut, men västerut är den kuperad. Runt Cuacuilco är det ganska tätbefolkat, med 199 invånare per kvadratkilometer. Närmaste större samhälle är Zacatlán, 14,3 km sydväst om Cuacuilco. I omgivningarna runt Cuacuilco växer i huvudsak städsegrön lövskog.